# 本田浩次
本田 浩次（ほんだ こうじ、1944年（昭和19年） - ）は、日本の農林官僚。元農林水産省畜産局長。埼玉県上尾市出身。

## 略歴
- 1968年（昭和43年）：東京大学経済学部卒業
- 1968年（昭和43年）4月：農林省入省
- 1975年6月　農林水産省食品流通局流通企画課課長補佐(総括及び総務班担当)
- 1976年6月　国土庁土地局土地政策局課長補佐
- 1978年5月　林野庁業務部経理課課長補佐(総括)
- 1980年7月　農林水産大臣官房文書課課長補佐(法令）
- 1982年8月　農林水産大臣官房文書課課長補佐(総括）
- 1983年（昭和58年）4月：農林水産省食品流通局消費経済課食料消費対策室長
- 1984年（昭和59年）7月：農林水産大臣官房総務課広報室長
- 1985年（昭和60年）：北海道農務部次長
- 1988年（昭和63年）：農林水産省構造改善局農政部構造改善事業課長
- 1990年（平成2年）：農林水産省食品流通局市場課長
- 1991年（平成3年）：農林水産省構造改善局総務課長
- 1992年（平成4年）：農林水産大臣官房総務課長
- 1993年（平成5年）：農林水産大臣官房参事官兼食品流通局
- 1994年（平成6年）：農林水産大臣官房審議官
- 1995年（平成7年）：水産庁漁政部長
- 1996年（平成8年）：農林水産大臣官房総務審議官
- 1997年（平成9年）：農林水産省食品流通局長
- 1998年（平成10年）：農林水産省畜産局長
- 2000年（平成12年）：退官
- 2000年（平成12年）：地方競馬全国協会副会長
- 2003年（平成15年）：財団法人畜産環境整備機構理事長
- 2003年（平成15年）：市場研究会会長
- 2005年（平成15年）：社団法人日本酪農乳業協会（現：一般社団法人Jミルク）会長[1]
- 農林水産業活性化構想研究会会長
- 有限会社楽市研究所会長

## その他役職
- 日本応用老年学会顧問

## 同期
- 渡辺好明（事務次官、東京教育大文卒）、福島啓史郎（参議院議員、食品流通局長）ほか。